# Friedrich Schmidt-Ott

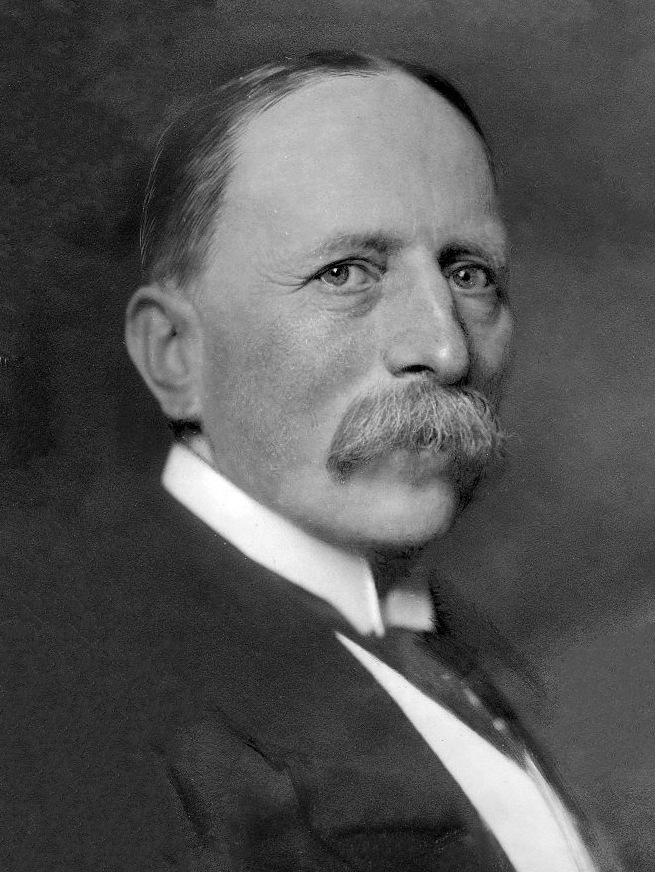
Friedrich Schmidt-Ott, um 1917

Friedrich Gustav Adolf Eduard Ludwig Schmidt-Ott, bis 1920 Schmidt (* 4. Juni 1860 in Potsdam; † 28. April 1956 in Berlin) war ein deutscher Verwaltungsjurist, Politiker und Wissenschaftsorganisator. Er war von August 1917 bis November 1918 preußischer Staatsminister für Kultus und von 1920 bis 1934 der erste Präsident der Notgemeinschaft der Deutschen Wissenschaft.

## Leben
Friedrich Schmidt-Ott wurde als Sohn von Albrecht Schmidt und Emilie Schmidt geboren. Sein Vetter war der Montanunternehmer Gustav Jung. Er besuchte von 1866 bis 1873 das Königliche Wilhelms-Gymnasium in Berlin und von 1873 bis 1878 das Kasseler Friedrichsgymnasium, das er als Primus Omnium verließ. Seit dieser Zeit verband ihn eine Freundschaft mit Prinz Wilhelm, dem späteren deutschen Kaiser Wilhelm II., der auch diese Schule besuchte.
Er studierte von 1878 bis 1881 in Berlin, Heidelberg, Leipzig und Göttingen Jura, unter anderem bei Heinrich Brunner und Rudolf von Jhering. Von 1881 bis 1884 war er Referendar. Während dieser Zeit diente er auch als Einjährig-Freiwilliger im Garde-Schützen-Bataillon in Berlin. Später war er Reserveoffizier im Brandenburgischen Jäger-Bataillon Nr. 3 in Lübben.
Nach Jurastudium und Promotion wurde er als Assessor Beamter im höheren Verwaltungsdienst und 1888 Mitarbeiter von Friedrich Althoff im Preußischen Ministerium der geistlichen und Unterrichtsangelegenheiten (Kultusministerium), dessen Nachfolger als Ministerialdirektor der Unterrichtsabteilung er 1907 wurde. Schmidt-Ott wirkte auf zahlreichen Gebieten der Wissenschafts- und Kulturpolitik, so bei den preußischen Museen und Bibliotheken oder der Gründung der Kaiser-Wilhelm-Gesellschaft seit 1909. 1902 betraute ihn Wilhelm II. mit der Auswahl der deutschen Rhodes-Stipendiaten. Als Nachfolger August von Trott zu Solz’ wurde er am 6. August 1917 zum preußischen Kultusminister im Kabinett Michaelis ernannt. Dieses Amt übte er bis zur Novemberrevolution 1918 aus.
Schmidt-Ott regte 1920 zusammen mit Fritz Haber die Gründung der Notgemeinschaft der deutschen Wissenschaft an und wurde ihr erster Präsident. Sein Vertreter wurde Fritz Haber.
Der Weimarer Republik und ihrer parlamentarischen Demokratie stand er als Monarchist distanziert gegenüber. Zum Skandal in der Tagespresse und auch im Reichstag wurde im Jahr 1927 Schmidt-Otts Eintreten für die Fortsetzung der Förderung des Mathematikprofessors Theodor Vahlen, der zugleich nationalsozialistischer Gauleiter von Pommern war und der wegen demonstrativer Ablehnung des demokratischen Staates seine Stellung an der Universität Greifswald verloren hatte. Die Notgemeinschaft entzog diesem die Förderung erst, nachdem Zeitungen, Parlamentarier, Minister und Parteiführer protestiert und schließlich der preußische Ministerpräsident Otto Braun (SPD) gedroht hatte, anderenfalls die Finanzierung der Notgemeinschaft einzustellen. Schmidt-Ott war Vorsitzender des deutschen Komitees des 1928 gegründeten Russisch-Deutschen Komitee für Rassenforschung, dem unter anderem Ludwig Aschoff, Erich Kallius und Martin Benno Schmidt angehörten. Zuvor hatte im Dezember 1927 bei der Notgemeinschaft unter Anwesenheit Schmidt-Otts eine Besprechung über „Rassenforschung, Blutgruppenforschung und Anthropologische Untersuchungen“.
Schmidt-Ott wurde 1930 zum Ehrenmitglied der Sächsischen Akademie der Wissenschaften und der Heidelberger Akademie der Wissenschaften gewählt. Bereits seit 1914 war er Ehrenmitglied der Preußischen Akademie der Wissenschaften. Von 1921 bis 1937 war Schmidt-Ott Mitglied des Senats der Kaiser-Wilhelm-Gesellschaft, danach war er Ehrensenator. Seit 1929 amtierte er in der Nachfolge Wilhelm von Bodes als Vorstandsvorsitzender des Kaiser-Friedrich-Museumsvereins, des Fördervereins der Gemäldegalerie und der Skulpturensammlung in den Staatlichen Museen zu Berlin. 1933 wurde er zum Mitglied der Deutschen Akademie der Naturforscher Leopoldina gewählt.
Nach der Machtübernahme der Nationalsozialisten trat Schmidt-Ott am 17. Mai 1933 gemeinsam mit den übrigen Mitgliedern des Präsidiums der Notgemeinschaft zurück, nachdem wenige Tage zuvor der Vizepräsident Fritz Haber zurückgetreten war. Der Hauptausschuss der Notgemeinschaft folgte der Entscheidung des Präsidiums wenig später. Auf Bitten des Reichsministers des Innern Wilhelm Frick (NSDAP) führte Schmidt-Ott die Geschäfte der Notgemeinschaft kommissarisch weiter. In dieser Zeit entließ die Notgemeinschaft im Hinblick auf das Gesetz zur Wiederherstellung des Berufsbeamtentums eine jüdische Mitarbeiterin; jüdische Mitarbeiter wurden nicht mehr gefördert. Den Nationalsozialisten blieb Schmidt-Ott gleichwohl suspekt. Er galt als Repräsentant des alten, kaiserzeitlichen Systems, der sich bereits 1919 als Opportunist verhalten habe. Winfried Schulze, DFG-Preisträger und Vorsitzender des Wissenschaftsrats, urteilte trotz einer wohlwollenden Würdigung des „Gestalters des deutschen Wissenschaftssystems“: „In dieser kritischen Phase vermisst man auch sein deutliches Eintreten für die jüdischen Mitglieder der scientific community […]. Man wird davon ausgehen müssen, dass Schmidt-Otts Neigung zur staatlichen Macht und seine konservative Grundhaltung ihm keine unüberwindbaren Hindernisse zur Zusammenarbeit mit den Nationalsozialisten in den Weg legten.“
Am 23. Juni 1934 entließ der neu berufene Reichsminister für Wissenschaft, Erziehung und Volksbildung Bernhard Rust (NSDAP) Schmidt-Ott als Präsident der Notgemeinschaft. Sein Nachfolger wurde der Physiker und Nationalsozialist Johannes Stark.
Die Mitglieder des Kaiser-Friedrich-Museumsvereins Berlin (KFMV), dem viele Mäzene jüdischer Herkunft angehörten, hatten Schmidt-Ott 1929 als Vorsitzenden gewählt. Versuche der Gleichschaltung des Vereins durch die Reichskammer der bildenden Künste (1933) und die Reichszentrale für wissenschaftliche Berichterstattung (1934) wehrte Schmidt-Ott ab. Auch 1938 teilte er dem Reichswissenschaftsminister Bernhard Rust auf dessen Nachfrage zunächst mit, dass sich eine „genaue Mitgliederliste“ nicht aufstellen lasse. Auf die Drohung des Reichsministers, dass dieser seine Mitgliedschaft beenden und auch seinen Beamten die Mitgliedschaft untersagen würde, teilte Schmidt-Ott dem Rust schließlich mit, dass dem KFMV „keine Juden mehr angehören“, obwohl in den Mitgliederlisten weiterhin jüdische Mitglieder geführt wurden. Der Verein bestand danach bis zum Kriegsende fort und blieb Eigentümer der von ihm erworbenen Kunstschätze.
Nach dem Zweiten Weltkrieg wurde Schmidt-Ott Ehrenpräsident der 1951 aus der wiedergegründeten Notgemeinschaft und dem Deutschen Forschungsrat hervorgegangenen Deutschen Forschungsgemeinschaft (DFG).

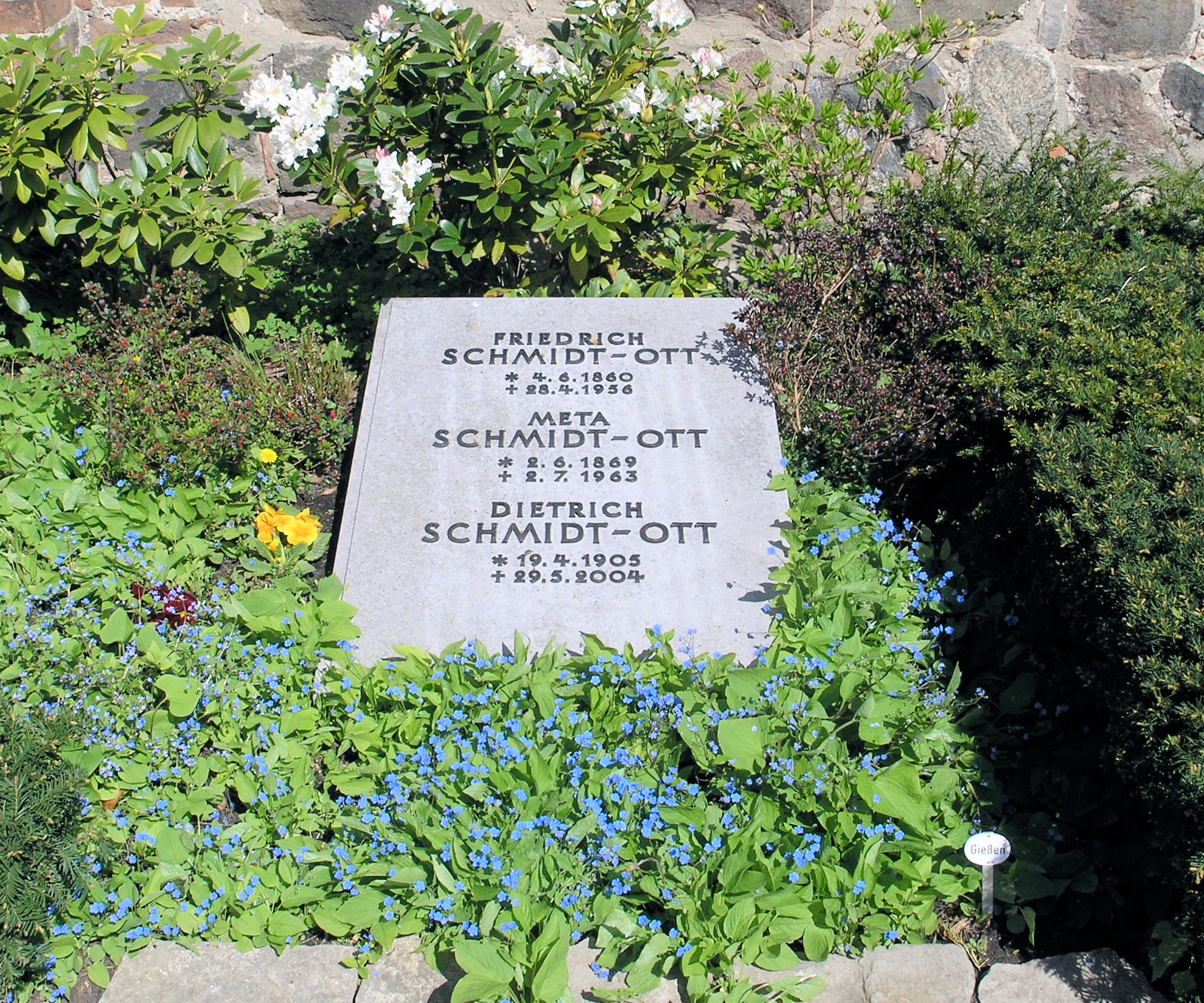
Grabstätte, Königin-Luise-Straße 55, in Berlin-Dahlem

1895 heiratete Friedrich Schmidt die neun Jahre jüngere Luise Margarethe Ott. Seit der Silberhochzeit 1920 nannte er sich Friedrich Schmidt-Ott.
Schmidt-Ott wurde auf dem St.-Annen-Kirchhof in Berlin-Dahlem beigesetzt.

## Auszeichnungen

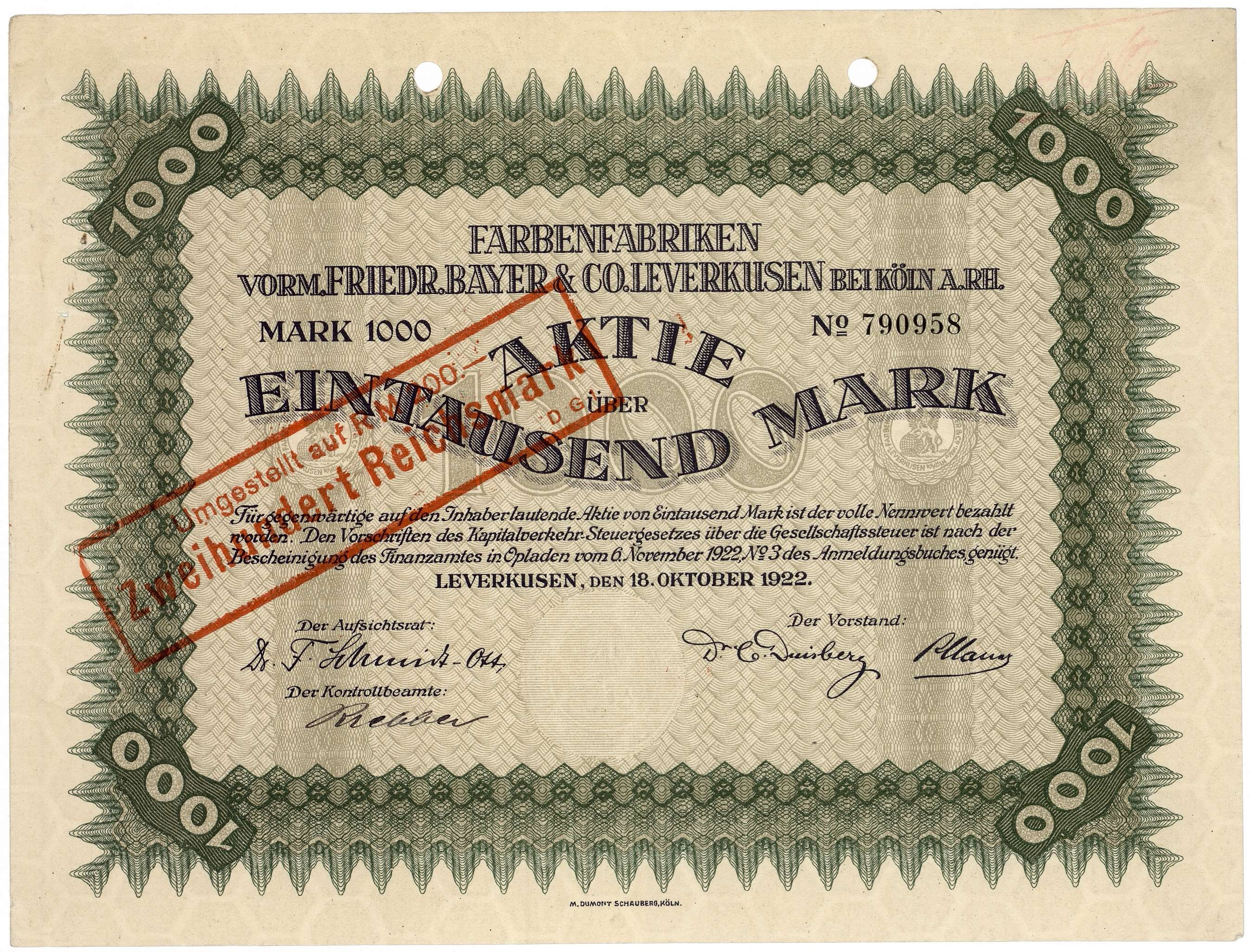
Aktie der Farbenfabriken vorm. F. Bayer & Co. von 1922 mit Faksimileunterschrift vom Aufsichtsrat F. Schmidt-Ott

- 1919: Ehrenmitglied der Akademie der Wissenschaften zu Göttingen[10]
- 1920: Vorsitzender des Aufsichtsrates der Farbenfabriken vorm. F. Bayer & Co.[11]
- 1925: Ehrenmitglied des Archäologischen Instituts des Deutschen Reiches[12]
- 1929: Harnack-Medaille der Kaiser-Wilhelm-Gesellschaft
- 1930: Adlerschild des Deutschen Reiches
- 1930: Ehrendoktor der Universität Wien
- 1933: Ehrenmitglied der Deutschen Akademie der Naturforscher Leopoldina
- 1951: Großkreuz des Verdienstordens der Bundesrepublik Deutschland[13]
- 1960: Umbenennung der damaligen Kaiser-Wilhelm-Straße in Berlin-Steglitz auf den Namen Schmidt-Ott-Straße
- Ehrenbürger der TH Karlsruhe[14]
- Benennung der Schmidt-Ott-Oberschule in Berlin-Steglitz (zum Schuljahr 2009/10 geschlossen)

## Werke
- Friedrich Schmidt-Ott: Von den Vorfahren Werden und Erleben eines deutschen Bürgerhauses. 1937
- Friedrich Schmidt-Ott: Erlebtes und Erstrebtes. 1860–1950. 1952

## Archivalische Quellen
- Sabine Schilfert: Quelleninventar Friedrich Schmidt-Ott. Inventar archivalischer Quellen mit Bezügen zum Leben, Werk und Wirkung von Friedrich Schmidt-Ott als „Wilhelminer“, als preußischer Staatsbeamter sowie als „Procurator scientiarum“. Berlin 2020, DOI:10.14279/depositonce-9762
- Sabine Schilfert, Wolfgang König und Ursula Basikow: Quelleninventar Friedrich-Schmidt-Ott. Teil II. Berlin 2022, DOI:10.14279/depositonce-15007